# Ludwig von Welden
Ludwig svobodný pán von Welden (německy Franz Ludwig Freiherr von Welden) (16. června 1782 Laupheim – 7. srpna 1853 Štýrský Hradec) byl rakouský generál. Jako nižší důstojník se vyznamenal v napoleonských válkách, později sloužil u generálního štábu, uplatnil se mimo jiné v diplomacii, proslul i jako kartograf a botanik. Znovu vynikl v revolučních letech 1848–1849, kdy pod maršálem Radeckým bojoval v Itálii, v roce 1849 byl krátce vrchním velitelem v Uhrách proti maďarským povstalcům. V armádě dosáhl hodnosti polního zbrojmistra (1849) a ve funkci guvernéra Vídně odešel v roce 1851 do penze. Za vojenské zásluhy byl nositelem dvou stupňů Řádu Marie Terezie. Jeho třetí manželka Karolína (1812–1892) byla později vychovatelkou korunního prince Rudolfa.

## Životopis

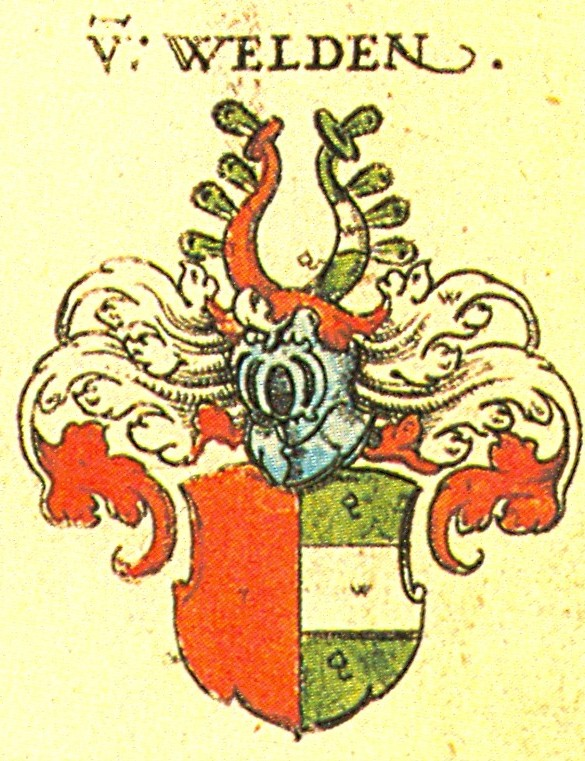
Erb rodu Weldenů

Pocházel ze staré šlechtické rodiny z Württemberska, narodil se na zámku Gross Laupheim jako mladší syn barona Karla Albrechta Weldena (1741–1808), který působil jako státní úředník v Bavorsku. V sedmnácti letech vstoupil jako dobrovolník do württemberské armády a bojoval ve francouzských revolučních válkách v Německu, kde byl dvakrát zraněn. Po míru v Lunéville přešel do rakouské armády. Jako nadporučík sloužil u pěších pluků č. 3 a 4, v roce 1804 byl v hodnosti kapitána přeložen k tyrolským myslivcům. Od roku 1804 byl zároveň důstojníkem generálního štábu a několikrát se vyznamenal v tažení roku 1805. Po Prešpurském míru se stal blízkým spolupracovníkem prezidenta dvorské válečné rady arcivévody Karla a žil u vídeňského dvora. Ve válce roku 1809 padl do zajetí u Řezna, téhož roku bojoval již v hodnosti majora v bitvě u Aspern, poté žil znovu ve Vídni. V roce 1812 byl přidělen ke štábu knížete Schwarzenberga u pomocného rakouského sboru Velké armády při Napoleonově tažení do Ruska, zároveň byl pověřován diplomatickými úkoly.
V závěru napoleonských válek bojoval v Itálii a Francii a v roce 1813 byl povýšen na podplukovníka. Po dobu Vídeňského kongresu byl přidělen jako společník ruskému velkoknížeti Konstantinovi. Po Napoleonově útěku z Elby bojoval v epizodě stodenního císařství s generálem Frimontem v Itálii. V roce 1815 získal hodnost plukovníka a nadále sloužil v generálním štábu, současně vedl topografický odbor dvorské válečné rady. V roce 1821 byl šéfem štábu generála Frimonta při potlačení nepokojů v Neapoli, v následujících letech se podílel na mapovém zpracování různých zemí habsburské monarchie. V roce 1822 na hranici Švýcarska a Itálie absolvoval prvovýstup na alpský vrchol Ludwigshöhe, který nese jeho jméno.
V roce 1828 byl povýšen do hodnosti generálmajora a stal se velitelem brigády v Zadaru, kde mimo jiné nechal zřídit městský park. Jako brigádní velitel poté sloužil v Českých Budějovicích a u spolkové pevnosti v Mohuči. V letech 1832–1838 byl rakouským zplnomocněncem, respektive prezidentem vojenské komise u spolkového sněmu ve Frankfurtu nad Mohanem, mezitím v roce 1836 dosáhl hodnosti polního podmaršála. V letech 1838–1843 byl velitelem divize ve Štýrském Hradci Také zde dal průchod svým zájmům a na Schloßbergu zahájil rekonstrukci městského parku s výsadbou teplomilných rostlin. V letech 1843–1848 byl zemským velitelem v Tyrolsku.

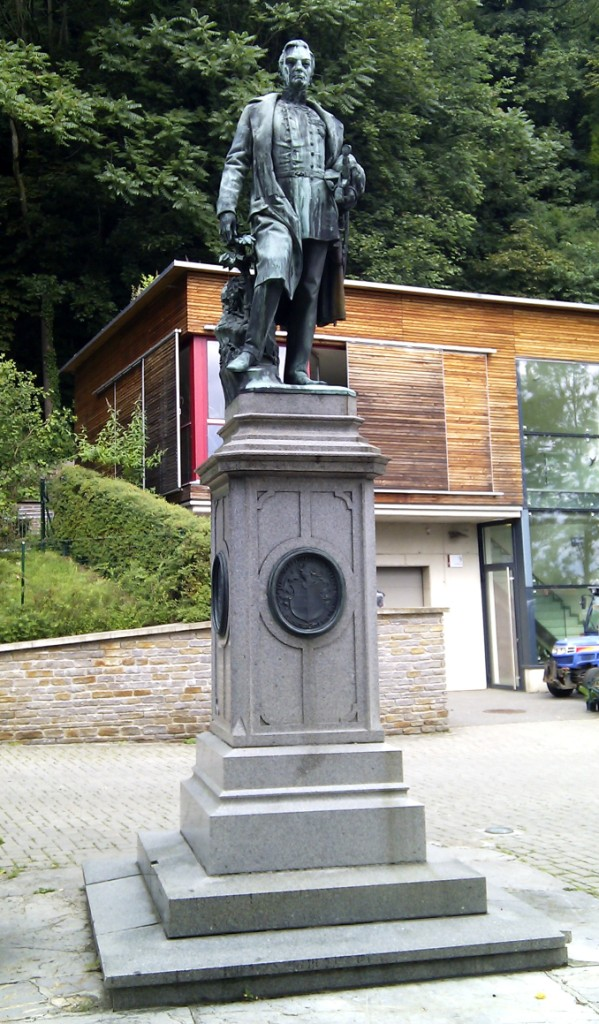
Socha generála Weldena na Schloßbergu ve Štýrském Hradci

Na začátku revolučního roku 1848 připojil tyrolské jednotky k armádě maršála Radeckého v Lombardii a zajišťoval komunikace mezi severní Itálií a Rakouskem. Zúčastnil se bojů v Itálii, vynikl při dobytí Trevisa a obléhání Benátek. Krátce zastával funkci guvernéra v Dalmácii, ještě v roce 1848 byl povolán do Vídně, kde převzal funkci městského velitele, respektive civilního a vojenského guvernéra. Po odvolání maršála Windischgrätze byl v dubnu 1849 jmenován vrchním velitelem v Uhrách, současně obdržel druhou nejvyšší vojenskou hodnost polního zbrojmistra. V krátké době se mu ale nepodařilo zvrátit dočasné vojenské úspěchy maďarských povstalců a již koncem května 1849 byl nahrazen generálem Haynauem. Vrátil se na post velitele ve Vídni, kde setrval do odchodu na penzi v červnu 1851.
Zbytek života strávil v soukromí ve Štýrském Hradci, kde také zemřel a je pohřben na hřbitově St Peter Friedhof.
Proslul jako vzdělanec s řadou různorodých zájmů. Jeho největší vášní byla botanika, během služebních pobytů v různých částech Evropy uspořádal hodnotný herbář se vzorky 20 000 rostlin, který odkázal Botanické společnosti v Řezně. Uplatnil se také jako spisovatel a byl autorem několika prací z oboru vojenské historie.

## Tituly a ocenění
S celou početnou rodinou byl v roce 1806 povýšen do stavu svobodných pánů. Jako příslušník starého šlechtického rodu byl v roce 1808 jmenován c. k. komořím a v roce 1847 obdržel titul c. k. tajného rady s nárokem na oslovení Excelence. Od roku 1849 byl čestným majitelem pěšího pluku č. 20 dislokovaného v Krakově. Během své vojenské kariéry získal několik vyznamenání v Rakousku i v zahraničí, mimo jiné byl nositelem dvou stupňů prestižního Řádu Marie Terezie. Ve vídeňské čtvrti Favoriten je po něm pojmenována ulice Weldengasse.

### Rakousko
- rytířský kříž Leopoldova řádu (1809)
- rytíř Vojenského řádu Marie Terezie (1815)
- velkokříž Leopoldova řádu (1848)
- komandérský kříž Řádu Marie Terezie (1848)

### Zahraničí
- Řád sv. Anny II. třídy (Rusko)
- Řád červené orlice I. třídy (Prusko)
- velkokříž Řádu sv. Mořice a Lazara (Sardinie)
- velkokříž Řádu sv. Michaela (Bavorsko)
- rytíř Konstantinova řádu sv. Jiří (Parma)

## Rodina
Byl třikrát ženatý. Jeho první manželkou byla italská šlechtična hraběnka Teresa di Soppranza (†1831). Podruhé se v roce 1833 oženil s baronkou Marií von Aretin (1812–1837). V roce 1838 se potřetí oženil s Karolinou von Laymau (1812–1892). Karolina (respektive Charlotta) byla c. k. palácovou dámou a dámou Řádu hvězdového kříže. V roce 1858 byla povolána ke dvoru jako chůva a vychovatelka korunního prince Rudolfa (zároveň Rudolfovy starší sestry arcivévodkyně Gisely), což byl zjevný akt uznání zásluh již zemřelého manžela. U císařského dvora měla přezdívku Wowo a v roce 1862 obě děti doprovázela na cestě do Benátek. Její jmenování na pozici vychovatelky následníka trůnu bylo vnímáno jako nepochopitelné, protože sama děti neměla a podle posměšných poznámek vídeňského dvora sama ani nikdy malé dítě neviděla. Princ Rudolf si k ní nicméně v dětství vybudoval blízký vztah a zmínil ji i v dopise na rozloučenou před svou sebevraždou v Mayerlingu.
Z druhého manželství pocházela dcera Anna (1834–1918), která se provdala do šlechtické rodiny Belcrediů usazené na Moravě. Jejím manželem byl od roku 1854 vlivný politik hrabě Richard Belcredi (1823–1902), mimo jiné rakouský ministerský předseda.
Jeho starší bratr Ludwig Konstantin (1771–1842) působil v různých funkcích v Bavorsku, kde byl mimo jiné prezidentem apelačního soudu v Mnichově.